# William Morton (ciclista)
William Morton (20 de junio de 1880-21 de marzo de 1952) fue un deportista canadiense que compitió en ciclismo en la modalidad de pista. Participó en los Juegos Olímpicos de Londres 1908, obteniendo una medalla de bronce en la prueba de persecución por equipos.

## Medallero internacional
| Juegos Olímpicos | Juegos Olímpicos      | Juegos Olímpicos  | Juegos Olímpicos        |
| Año              | Lugar                 | Medalla           | Competición             |
| ---------------- | --------------------- | ----------------- | ----------------------- |
| 1908             | Londres (Reino Unido) | Medalla de bronce | Persecución por equipos |